# Giulio Sarrocchi
Giulio Sarrocchi, född 24 maj 1887 i Rom, död 18 juli 1971 i Rom, var en italiensk fäktare.
Sarrocchi blev olympisk guldmedaljör i sabel vid sommarspelen 1924 i Paris.